# 蕭覺天
蕭覺天（1887年—1972年12月16日），字崇勳，別號覺軒。湖北省黃安縣人。民國37年（1948年）在漢口市選區當選第一屆立法委員

## 生平[2]
- 湖北私立法政專門學校學生班就讀
- 中華民國湖北軍政府司法部秘書
- 漢口上訴法院民廳廳長，旋赴鄂西宣恩縣教書
- 1913年，返回漢口市當律師、曾任漢口律師公會會長[3]
- 民國6年，去山西任省長公署秘書，任陽曲縣知事[4]
- 1925年，任贛皖聯軍指揮部秘書
- 1928年春，出任安陸縣縣長兼第十九軍軍法官，同年8月，調任麻城縣縣長
- 後升任山西省政府秘書長、陸軍營務處少將提調
- 禁菸督察處貴州分處處長
- 民國37年，當選立法委員
- 1949年，通電反政府
- 1952年，任上海市文物管理委員會特約通訊編纂
- 1955年，蕭任民革中央委員、上海市政協委員
- 1972年12月16日在上海病故